# Leon Nozawa
Leon Nozawa (japanisch 野澤 零温 Nozawa Leon; * 21. Juli 2003 in der Präfektur Tokio) ist ein japanischer Fußballspieler.

## Karriere
Nozawa erlernte das Fußballspielen in der Jugendmannschaft vom FC Tokyo. Die U23-Mannschaft des Vereins spielte in der dritten Liga, der J3 League. Bereits als Jugendspieler absolvierte er vier Drittligaspiele. Seinen ersten Vertrag unterschrieb er am 1. Februar 2022 bei seinem Jugendvein FC Tokyo. Die erste Mannschaft spielt in der ersten Liga, der J1 League. Einen Tag nach Vertragsunterschrift wurde er an den Drittligisten SC Sagamihara ausgeliehen. Für den Verein aus Sagamihara bestritt er sieben Drittligaspiele. Nach der Ausleihe kehrte er im Januar 2023 zum FC Tokyo zurück. Mitte August 2023 wurde er bis Saisonende 2023 an den Drittligisten Matsumoto Yamaga FC nach Matsumoto ausgeliehen. Für den Drittligisten stand er 15-mal in der Liga auf dem Spielfeld. Im Januar 2024 kehrte er zum FC Tokyo zurück.